# 银花街道
银花街道是中华人民共和国安徽省滁州市南谯区下辖的一个街道办事处。2020年3月，撤销龙蟠社区管理服务中心，设立龙蟠街道、同乐街道、银花街道。

## 行政区划
银花街道下辖以下村级行政区划单位：
新建社区、紫薇南路社区、湖心路社区、银花西区社区、银花东区社区、徐岗社区、红庙社区。